# Evermore
Evermore é uma banda de rock alternativo/indie rock formada em 1999 em Feilding, Nova Zelândia. A banda é constituída pelos irmãos Hume; Jon Hume (guitarra, vocais), Peter Hume (teclados, baixo, piano, vocais) e Dann Hume (bateria, vocais). A banda tem dois álbuns lançados, ambos certificados disco de platina, Dreams (2004) e Real Life (2006), foram nomeados para seis ARIA Awards, e ganharam dois Vodafone New Zealand Music Awards. A banda está atualmente trabalhando em seu terceiro álbum de estúdio.

## História
A banda é formada pelos irmãos Jon, Peter e Dann Hume. Jon nasceu na Austrália, enquanto Peter e Dann nasceram na Nova Zelândia. Os três foram criados em Feilding, Manawatu-Wanganui, na Nova Zelândia. Os irmãos foram introduzidos à música desde a infância por seus pais e, freqüentemente, escutavam a coleção de discos de seu pai. O nome "Evermore" foi criado a partir de uma canção da banda Led Zeppelin, chamada "The Battle of Evermore", em 1999.
A banda lançou seu primeiro EP em 1 de dezembro de 2002, intitulado Slipping Away, com apenas 300 exemplares gravados. O seu próximo EP, Oil & Water, lançado 13 de janeiro de 2003 resultou na primeira turnê da banda, apoiado pela rádio australiana Triple J. O terceiro EP lançado pela banda, My Own Way, foi lançado em 15 de setembro de 2003, logo após a banda excursionar com a banda americana Brad.
O Evermore lança seu primeiro álbum de estúdio, Dreams, lançado em 27 de setembro de 2004 na Austrália. Três singles do álbum foram lançados, "It's Too Late", "For One Day" e "Come to Nothing". Os três singles foram utilizados para promover a série The O.C. na Nova Zelândia e Austrália, com "It's Too Late" aparecendo na série.  O álbum foi produzido pelo produtor Barrett Jones, que já trabalhou com as bandas Nirvana, Foo Fighters e Whiskeytown. A banda lançou The Lakeside Sessions Vol. 1, um EP acústico ao vivo exclusivo do iTunes em 20 de dezembro de 2005.
O segundo álbum de estúdio foi lançado em 8 de julho de 2006 pela Warner Music, intitulado Real Life. O álbum foi certificado platina na Austrália. Quatro singles do álbum foram lançados; "Running", "Light Surrounding You", "Unbreakable" e "Never Let You Go". Após a gravação e produção, o álbum foi mixado por Tom Lord-Alge (Green Day). O lançamento do álbum foi seguido por uma turnê na Nova Zelândia e Austrália, em setembro e outubro.
Em 17 de novembro de 2006, o Evermore participou do Make Poverty History Concert, em Melbourne, tocando "Stand by Me". No início de 2007, a banda tocou no Big Day Out, e em 29 de abril apareceram no MTV Australia Video Music Awards de 2007 tocando a canção "Light Surrounding You". Em 4 de novembro de 2008, a banda anunciou que está terminando de trabalhar em seu terceiro álbum de estúdio. O primeiro single do álbum, "Between the Lines", foi lançado para download gratuito no site oficial da banda.

## Integrantes
- Jon Hume - guitarra e vocais
- Peter Hume - teclados, baixo, piano e  vocais
- Dann Hume - bateria e vocais

## Discografia
| Álbuns de estúdio - 2004: Dreams - 2006: Real Life - 2009: Terceiro álbum de estúdio | Extended plays - 2002: Slipping Away - 2003: Oil & Water - 2003: My Own Way - 2005: The Lakeside Sessions Vol. 1 - 2007: Unbreakable |

## Prêmios e nomeações

### ARIA Awards
| Ano  | Trabalho indicado       | Prêmio                      | Resultado |
| ---- | ----------------------- | --------------------------- | --------- |
| 2005 | Dreams                  | Álbum do Ano                | Indicado  |
| 2005 | Dreams                  | Breakthrough Artist — Album | Indicado  |
| 2005 | Dreams                  | Melhor Grupo                | Indicado  |
| 2005 | Dreams                  | Melhor Álbum de Rock        | Indicado  |
| 2005 | "For One Day"           | Single do Ano               | Indicado  |
| 2007 | "Light Surrounding You" | Melhor Lançamento Pop       | Indicado  |

### Vodafone New Zealand Music Awards
| Ano  | Trabalho indicado       | Prêmio                    | Resultado |
| ---- | ----------------------- | ------------------------- | --------- |
| 2007 | Real Life               | Álbum do Ano              | Indicado  |
| 2007 | "Light Surrounding You" | Single do Ano             | Vencedor  |
| 2007 | Evermore                | People’s Choice Award     | Indicado  |
| 2007 | Real Life               | Melhor Grupo              | Indicado  |
| 2007 | Real Life               | Melhor Álbum de Rock      | Indicado  |
| 2007 | Evermore                | International Achievement | Vencedor  |

### Outros prêmios

#### Vencedor
- 2005 - MTV Austrália Awards, Supernova Breakthrough Act for Dreams
- 2005 - APRA Silver Scroll Award para "It's Too Late".[6]
- 2007 - Channel V Oz Artista do Ano.[7]

#### Indicado
- 2005 - Jack Awards, Best Live Newcomer.[8]
- 2006 - APRA Silver Scroll Award para "Running".[6]